# Студентски културни центар Нови Сад
Студентски културни центар Нови Сад (скраћено СКЦ НС) је установа од великог значаја за културни живот младих у Новом Саду.

## Историјат
Студентски културни центар Нови Сад је основан 1993. године и од тада се баве књижевним, позоришним, музичким и ликовним стваралаштвом. Неке од манифестације које традиционално организују су Ритам Европе, Новосадски стрип викенд, Фестивал савременог плеса TANZ PLATZ, Позоришни фестивал „Упад” и друго. Организују гостовања позоришних представа разних позоришта, изложбе студената Академије уметности Универзитета у Новом Саду, различите уметничке пројекте у сарадњи са другим уметничким асоцијацијама из земље и региона, књижевне трибине у облику тематских циклуса, промоције књига, књижевних часописа и стрип издања, промоције часописа у којима млади први пут објављују своје радове, организују музичке наступе студената Академије уметности Универзитета у Новом Саду, класичне концерте и концерте рок музике младих бендова, организацију говорне програме, радионице, промоције књига и музичких издања и друго. На годишњем нивоу реализују преко шездесет концерата, четрдесет колективних и самосталних изложби, четрдесет говорних програма, радионица и берзи, две позоришне представе, десет књижевних и музичких издања и њихових промоција и четири велика фестивала. Добитници су Октобарске награде Новог Сада 2011. године за допринос у области културе и образовања, допринос унапређењу мултикултуралности и утицај на друштвени живот младих.